# Conservatoire royal de Bruxelles
Ne pas confondre avec Conservatoire royal de musique à Toronto
Pour les articles homonymes, voir KCB.

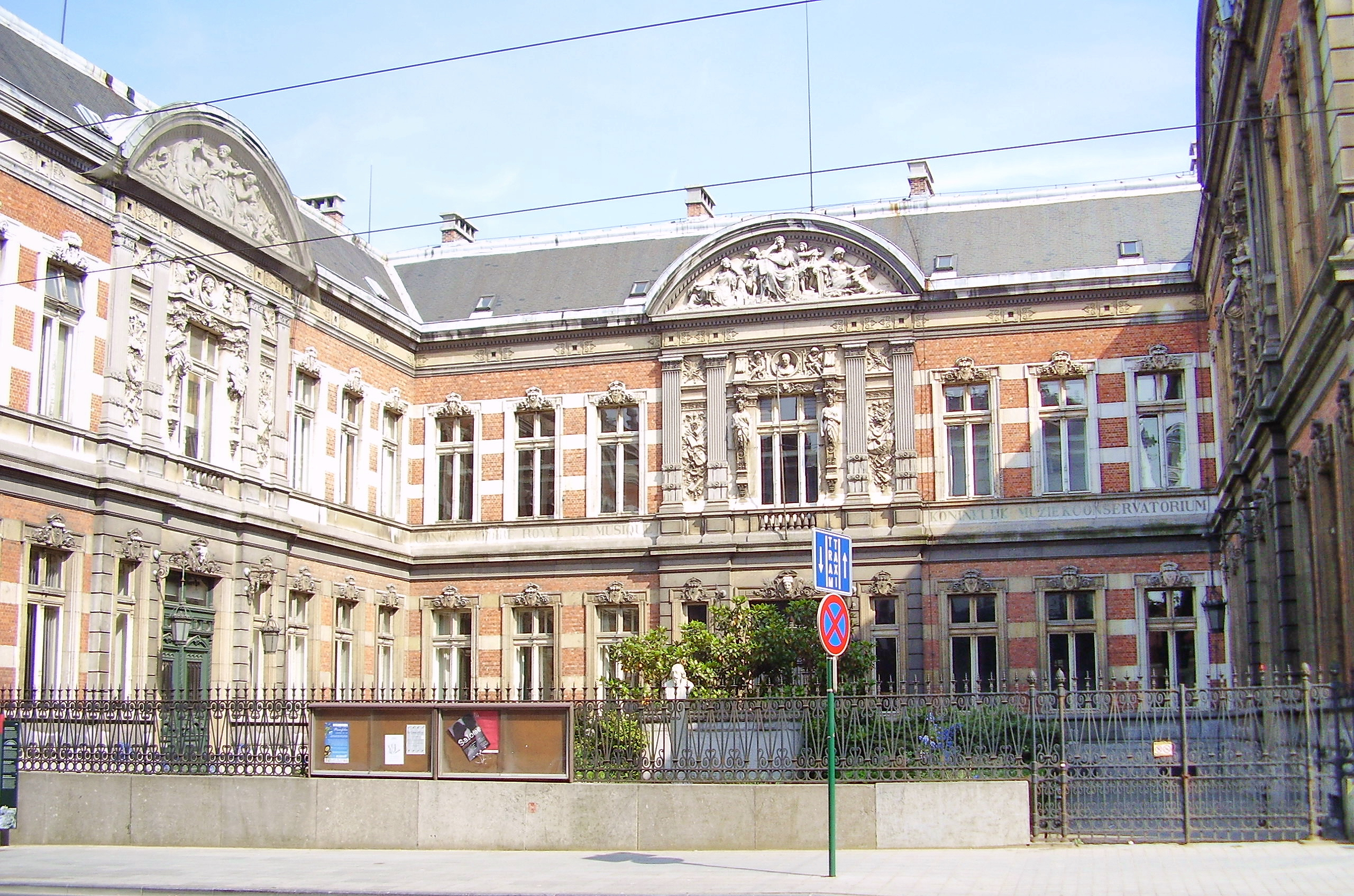
Conservatoire royal de Bruxelles, rue de la Régence (Bibliothèque du Conservatoire de Bruxelles, B-Bc, SLZ)

Issu d'une école de chant établie dès 1813 sous l'Empire napoléonien a Bruxelles, puis d'une École royale de Musique instituée en 1826 par Guillaume Ier des Pays-Bas, le Conservatoire royal de Bruxelles date officiellement de 1832. Dispensant un enseignement de niveau supérieur non universitaire dans les domaines de la musique et des arts de la parole, il acquiert ses lettres de noblesse par l'envergure internationale de directeurs successifs tels que François-Joseph Fétis, François-Auguste Gevaert, Edgar Tinel, Joseph Jongen ou Marcel Poot.
En 1966, un arrêté royal scinde le Conservatoire en deux entités linguistiques autonomes: le Conservatoire royal de Bruxelles qui enseigne en français, et le Koninklijk Conservatorium Brussel ou KCB qui enseigne en néerlandais et anglais. Tout en se partageant les mêmes bâtiments, les deux institutions se développent désormais de manière autonome.
Depuis 2009, le Conservatoire francophone s'est associé avec l'École nationale supérieure des Arts Visuels « La Cambre » et l'Institut national supérieur des arts du Spectacle (INSAS) pour former ARTes, une coupole qui regroupe ces trois écoles supérieures des arts de la Fédération Wallonie-Bruxelles (la Communauté française de Belgique), organisées depuis 2019 par Wallonie-Bruxelles Enseignement, toutes de retentissement international et sises à Bruxelles et qui, ensemble, proposent un accès aux études dans tous les domaines artistiques organisés.

## Historique

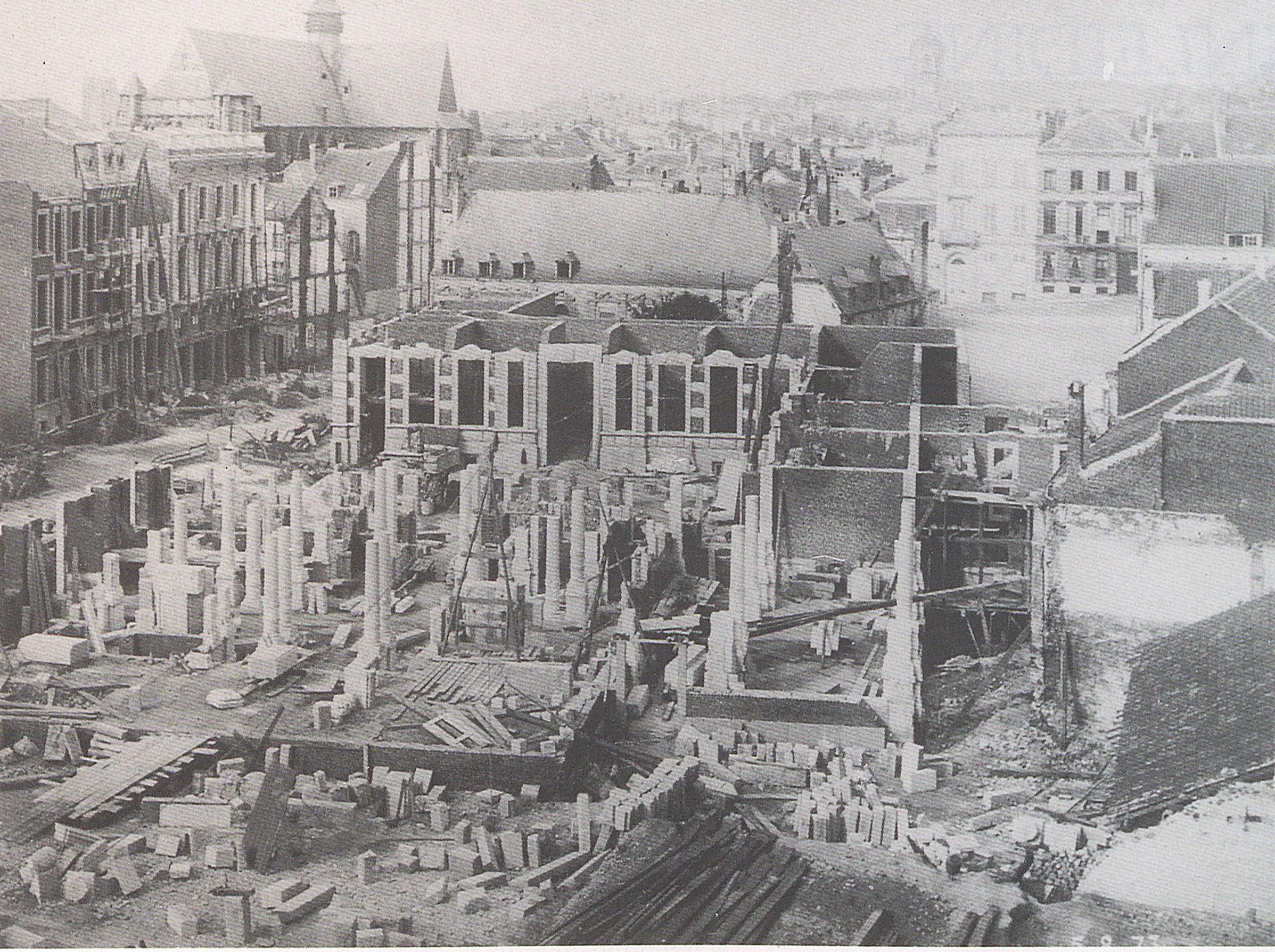
Travaux de construction du Conservatoire royal de Bruxelles, 1873, architecte Jean-Pierre Cluysenaar (Bibliothèque du Conservatoire royal de Bruxelles, B-Bc, ICO-II-32)

Destinée à former des élèves pour le théâtre lyrique – alors très en vogue – et à préparer les meilleurs d'entre eux pour le Conservatoire impérial de Paris, l'école de chant établie à Bruxelles dès 1813 offre des classes de chant et de solfège. Connaissant un succès appréciable, elle se développe rapidement par l'ajout de différentes classes d'instruments et devient, en 1826 et sous l'impulsion du Gouvernement des Pays-Bas, l'École royale de Musique. Alors que la révolution de 1830 vient interrompre les activités de l'École royale, obligeant le collège du bourgmestre et échevins de la Ville de Bruxelles de fermer provisoirement l'établissement en 1831, ses activités reprennent en 1832 sous le nom de Conservatoire royal de Musique de Bruxelles. La commission de surveillance, désignée pour administrer celui-ci, nomme le musicographe et pédagogue montois François-Joseph Fétis (1833-1871) à la tête de la nouvelle institution. Élève, puis professeur et bibliothécaire du Conservatoire de Paris, il ambitionne de donner à la jeune école belge un rayonnement similaire, notamment par la constitution d'un corps professoral éminent et par le développement d'un orchestre composé de professeurs et d'élèves du Conservatoire, voué à la vulgarisation de la musique ancienne.
Son successeur, François-Auguste Gevaert (1871-1908), compositeur érudit, organise l'établissement : de nouveaux cours sont institués, des bourses d'études créées, le bâtiment actuel construit et un musée des instruments établi. Sous son émule, les Concerts du Conservatoire, désormais ouverts aux compositeurs internationaux et contemporains, deviennent des évènements prestigieux.
Le troisième directeur, Edgar Tinel (1908-1912), donne un nouvel essor à l'enseignement théorique et crée le cours d'art lyrique, tandis que Léon Du Bois (1912-1925), malgré les années difficiles de la guerre et de l'après-guerre, réussit à maintenir le niveau très élevé des études et à instaurer un cours d'histoire de la musique. Joseph Jongen (1925-1939) achève de conférer aux cours du Conservatoire le caractère que nous leur connaissons aujourd'hui. Il sera remplacé par son frère Léon Jongen (1939-1949) qui dirige l'établissement pendant dix ans, puis par Marcel Poot (1949-1966).
C'est en 1966 que l'institution est scindée en deux unités linguistiques, ayant chacune à sa tête un directeur, Camille Schmit (1966-1973) pour la section francophone et Kamiel D'Hooge (1967-1994) pour la section néerlandophone, suscitant le dédoublement de l'administration ainsi que des cours théoriques et pratiques. En 1988, un département jazz est créé à côté des sections de musique ancienne et des arts de la parole. La direction des deux institutions est aujourd'hui respectivement assurée par Olivia Wahnon de Oliveira et Jan D'Haene.

## Bâtiment

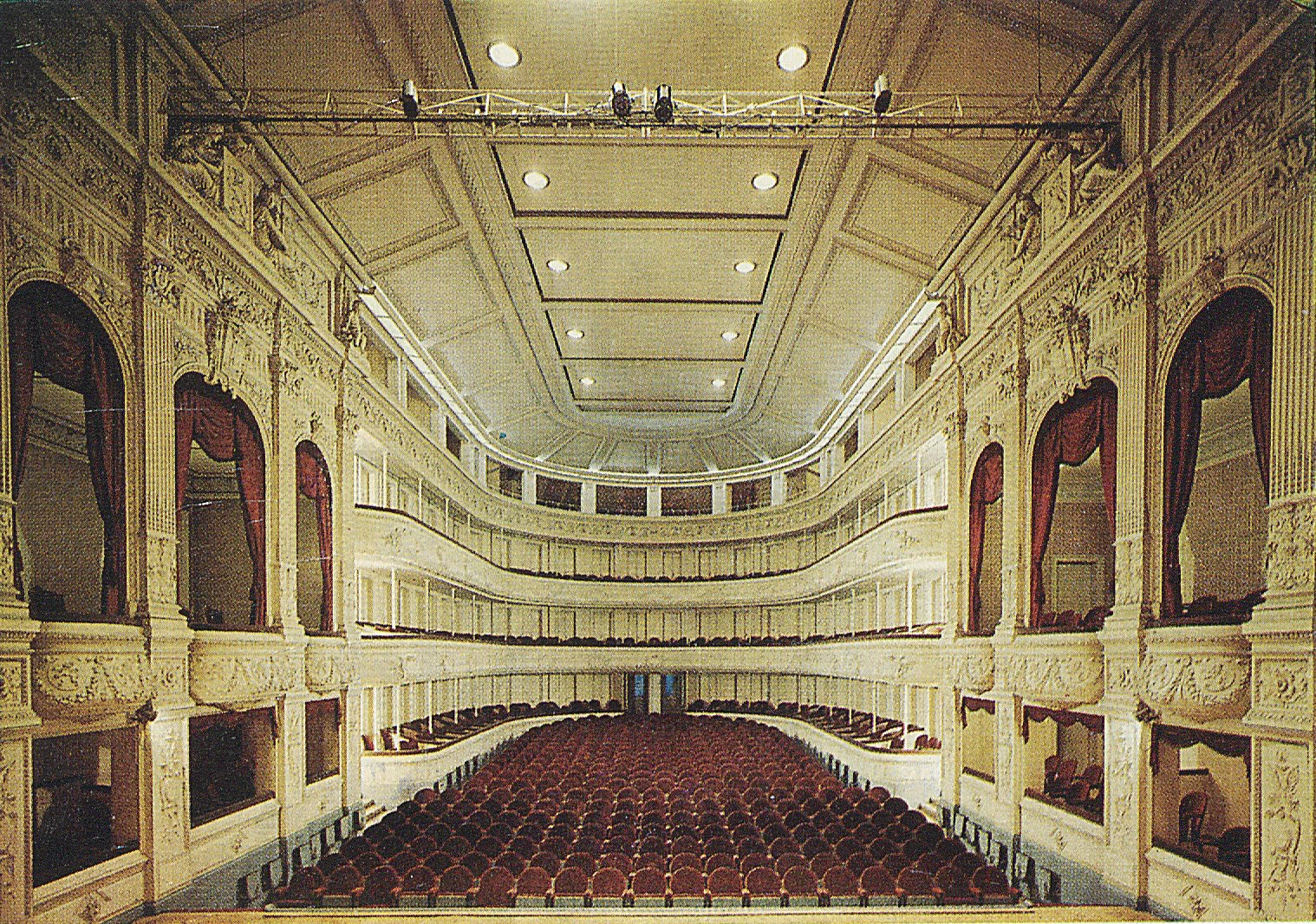
Grande salle de concert du Conservatoire royal de Bruxelles (Bibliothèque du Conservatoire royal de Bruxelles, B-Bc, SLZ)

Le bâtiment de style néo-renaissance qu'il occupe aujourd'hui à la rue de la Régence a été édifié entre 1872 et 1876. Composé de trois corps inspirés de l'aile Lescot du Louvre, disposés autour d'une cour d'honneur, il est l'œuvre de l'architecte belge Jean-Pierre Cluysenaar.
Dès 1877, sous l'impulsion de François-Auguste Gevaert, un musée des instruments est adjoint au Conservatoire, recueillant des dons ou des dépôts importants – dont la collection de François-Joseph Fétis –, ainsi que des pièces rares, contribuant à faire de ce musée, actuellement connu sous le nom de Musée des instruments de musique (MIM), l'un des plus riches d'Europe.
Le Conservatoire dispose également d'une salle de concert à l'acoustique exceptionnelle. De style Napoléon III et dotée d'un orgue Cavaillé-Coll, elle est considérée comme l'un des plus beaux auditoriums de la capitale. Dans le bâtiment principal se trouve aussi la bibliothèque, datant du mandat de Fétis comme directeur de l'établissement.

## Enseignement

### Admission
L'admission au Conservatoire royal de Bruxelles est conditionnée par un examen d'entrée.

### Cours
Le Conservatoire dispense des enseignements en deux disciplines : musique et théâtre et arts de la parole. Les études sont organisées en deux cycles, un cursus-bachelier de trois ans et un cursus-master de deux ans pour le domaine de la musique, et de 1 an pour le domaine du théâtre et des arts de la parole. Une agrégation pour ces deux catégories peut être obtenue en post-master.

### Concours
Dans le domaine instrumental ou vocal, de nombreux talents brillants parmi les jeunes musiciens issus du Conservatoire royal de Bruxelles ont été admis à la Chapelle musicale Reine Élisabeth ou ont été élus lauréats au prestigieux Concours musical international Reine-Élisabeth-de-Belgique.

## Activités auxiliaires

### Concerts
L'Association des Concerts et Spectacles du Conservatoire organise chaque saison plus d'une centaine de concerts et de spectacles d'étudiants. Deux festivals annuels, « Courants d'airs » et « Nocturnes du Conservatoire », viennent étoffer ce programme.
L'Union du Corps Professoral du Conservatoire Royal de Bruxelles (UCPCRB) quant à elle se concentre sur le développement d'événements divers.

### Musée
Fondé en 1877 dans le but didactique de montrer aux élèves d'anciens instruments de musique, le musée instrumental du Conservatoire – désormais connu sous le nom de Musée des Instruments de musique (MIM) de Bruxelles – abrite des instruments anciens acquis par Fétis, des pièces rares de la collection initiale ainsi que des dons – comme celui d'une centaine d'instruments indiens offerts au roi Léopold II en 1876 – ou de nouvelles acquisitions. Si le musée n'exhibait que 172 pièces lors de sa fondation, il en compte plus de 8000 aujourd'hui. Abrité depuis juin 2000 dans le prestigieux immeuble de style Art nouveau conçu en 1899 par l'architecte Paul Saintenoy pour les anciens établissements Old England, le MIM, dirigé actuellement par le Directeur général des Musées royaux d'Art et d'Histoire de Bruxelles, Eric Gubel, connaît un rayonnement international.

### Bibliothèque

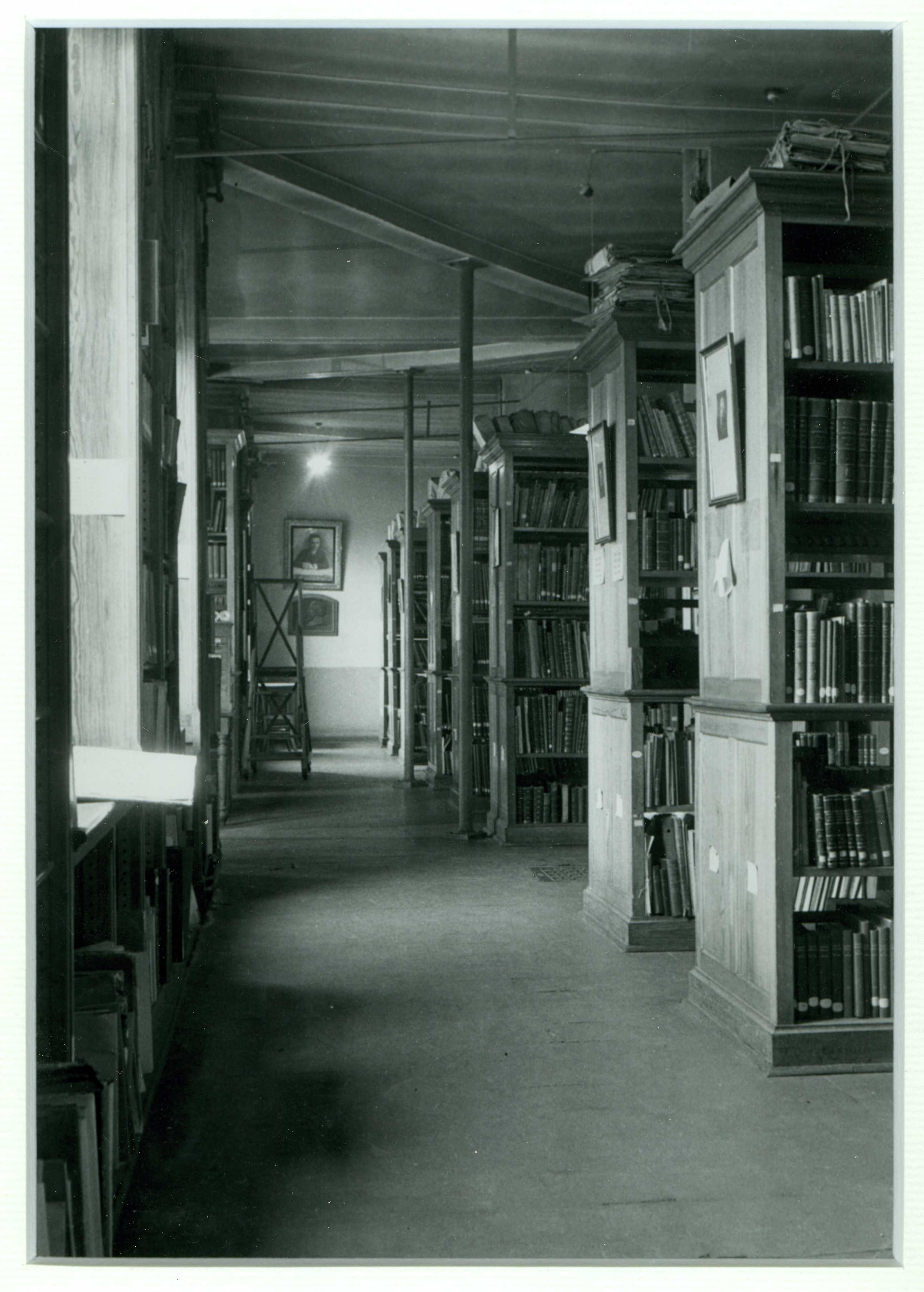
Bibliothèque du Conservatoire royal de Bruxelles, ca. 1960 (Bibliothèque du Conservatoire royal de Bruxelles, B-Bc, ICO-98022-3)

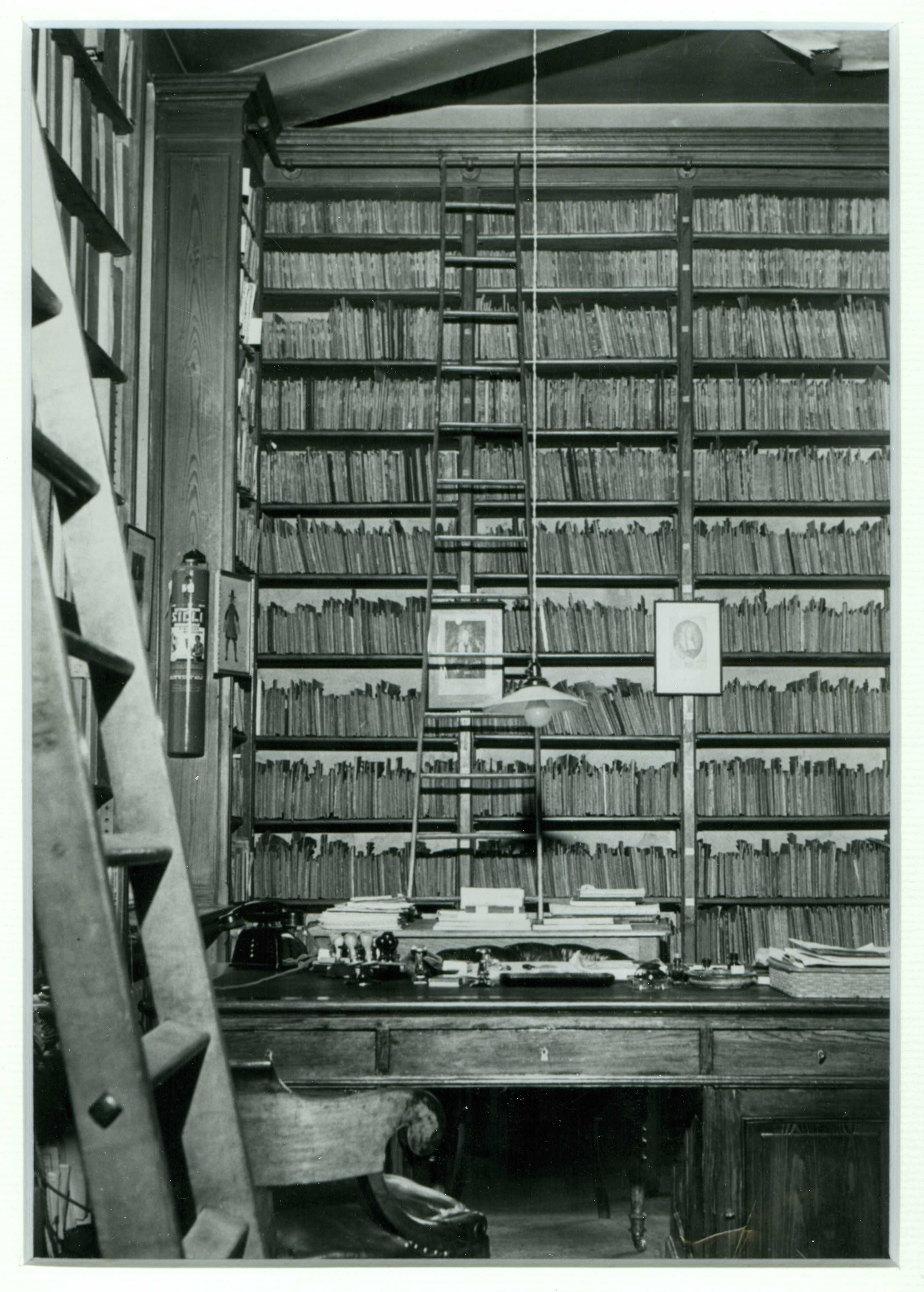
Bibliothèque du Conservatoire royal de Bruxelles, ca. 1960 (Bibliothèque du Conservatoire royal de Bruxelles, B-Bc, ICO-98022-2)

Créée elle aussi dans un but pédagogique, la bibliothèque des Conservatoires royaux de Bruxelles – gérée désormais en binôme par le Conservatoire royal de Bruxelles et le Koninklijk Conservatorium Brussel – possède aujourd'hui environ 250000[réf. nécessaire] entités bibliographiques dont la richesse et la rareté constituent un instrument scientifique d'importance internationale.
La collection est formée principalement d'ouvrages sur la musique (y compris des périodiques ou revues musicales et musicologiques – plus de 1200 titres), ainsi que de partitions sous forme manuscrite (environ 13000), imprimée ou numérisée. S'y ajoutent une importante collection de plus de 8000 livrets d'opéras italiens, français ou allemands des XVIIe et XVIIIe siècles, des tablatures de luth et de guitare, plusieurs milliers de lettres autographes de musiciens, des collections iconographiques (près de 9000 pièces), des programmes de concerts et des enregistrements de toute nature (bandes magnétiques, cassettes, vidéogrammes, disques 78 et 33 tours ou compacts). La bibliothèque possède en outre une série d'acquisitions importantes dans le domaine de la musique contemporaine.
À côté des collections du fonds général figurent plusieurs fonds spéciaux d'archives de valeur historique, dont le fonds Johann J. H. Westphal acheté par Fétis (manuscrits de C.P.E. Bach et de Georg Philipp Telemann). Le fonds du médecin collectionneur Guido Richard Wagener acquis par Alfred Wotquenne (musique allemande des XVIIe, XVIIIe et XIXe siècles, comprenant quarante manuscrits autographes de trois fils de J.-S. Bach), le fonds Jean-Lucien Hollenfeltz (consacré aux Mozart, en particulier à Constance et à son fils cadet Franz Xaver Wolfgang Mozart), le fonds Maria Malibran (objets et documents de la cantatrice et de sa famille proche), le fonds Edmond Michotte (documents provenant de la bibliothèque privée de Rossini), le fonds Józef Wieniawski (partitions manuscrites du musicien), le fonds Joseph Jongen (manuscrits autographes, bibliothèque musicale, archives) ou le fonds Laurent Halleux (Quatuor Pro Arte, compositeurs américains du début du XXe siècle, Stravinsky) viennent étoffer cette compilation patrimoniale.
En 2015, la bibliothèque a repris la collection de partitions rassemblée par le Centre Belge de Documentation Musicale (CeBeDeM), tout en poursuivant les objectifs de celui-ci en matière de diffusion de la musique belge contemporaine en Belgique et à l’étranger. La bibliothèque est ouverte au public et son catalogue électronique peut être consulté en ligne.

## Personnalités liées au Conservatoire royal de Bruxelles

### Directeurs

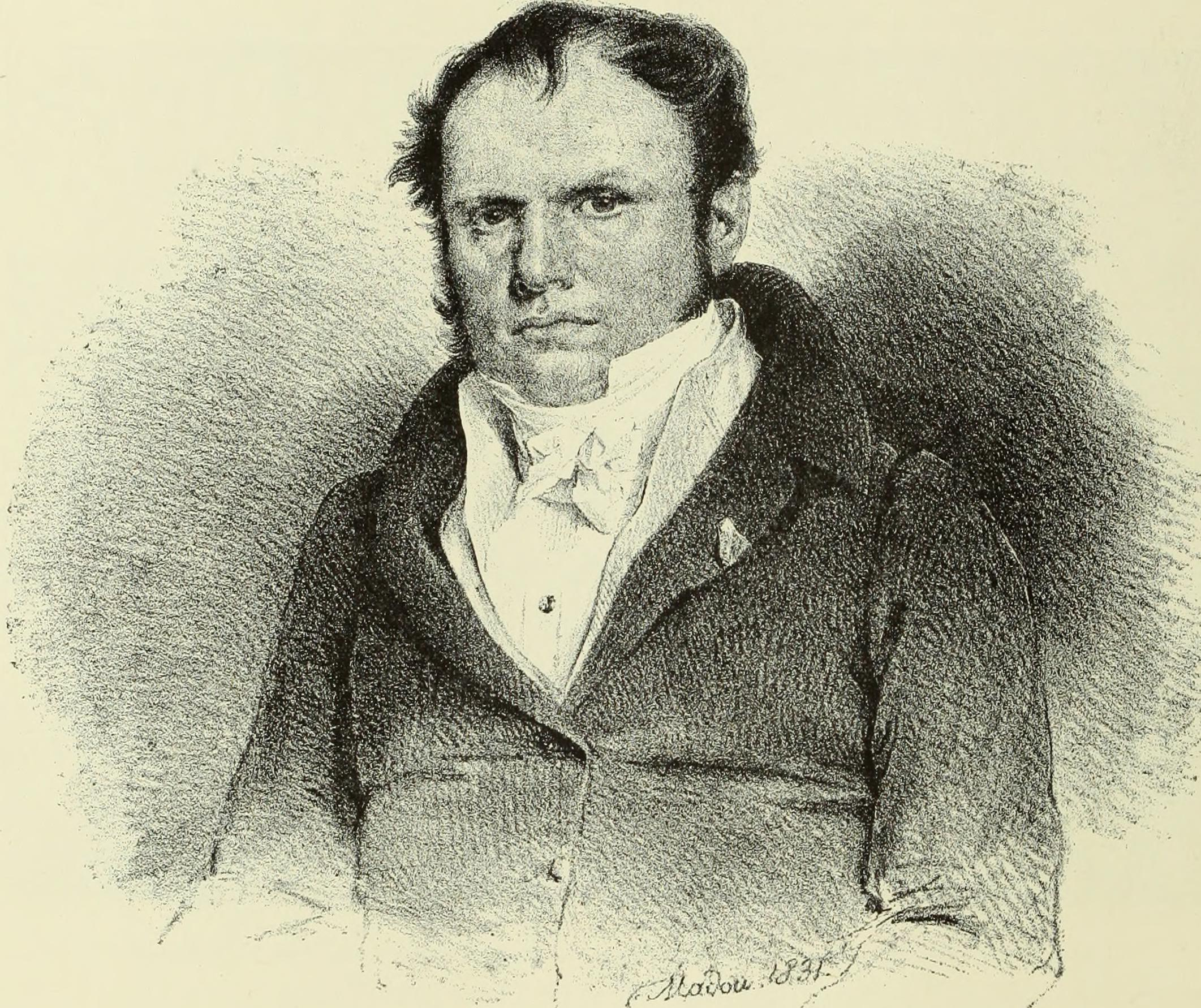
François-Joseph Fétis, premier directeur du Conservatoire royal de Bruxelles

- 1833-1871 : François-Joseph Fétis
- 1871-1908 : François-Auguste Gevaert
- 1908-1912 : Edgar Tinel
- 1912-1925 : Léon Du Bois
- 1925-1939 : Joseph Jongen
- 1939-1949 : Léon Jongen
- 1949-1966 : Marcel Poot

Après la scission de 1966:
Conservatoire royal de Bruxelles:
- 1966-1973 : Camille Schmit
- 1974-1987 : Éric Feldbusch
- 1987-2002 : Jean Baily
- 2002-2002 : Charles Kleinberg
- 2003-2023 : Frédéric de Roos
- 2023- : Olivia Wahnon de Oliveira

Koninklijk Conservatorium Brussel:
- 1966-1994 : Kamiel D'Hooghe
- 1994-2004 : Arie Van Lysebeth
- 2004-2008 : Rafael D'Haene
- 2008–2017 : Dr Peter Swinnen
- 2017–2020 : Dr Kathleen Coessens
- depuis 2021 : Jan D'Haene

### Professeurs

#### Enseignement violonistique
- Charles-Auguste de Bériot
- Alfred Dubois
- André Gertler
- Henri Vieuxtemps
- Eugène Ysaÿe
- Henryk Wieniawski
- François Fernandez (violon baroque)

#### Enseignement du violoncelle
- Edmond Baert
- Marie Hallynck
- Didier Poskin

#### Enseignement pianistique
- Arthur De Greef
- Dominique Cornil
- Marie Pleyel
- Éliane Reyes
- Jean-Claude Vanden Eynden
- Adolphe Wouters
- Jules Zarembski
- André Dumortier

#### Enseignement de l'orgue
- Jean Ferrard
- Bernard Foccroulle
- Charles Hens
- Jacques-Nicolas Lemmens
- Alphonse Mailly
- Paul de Maleingreau
- Benoît Mernier
- Hubert Schoonbroodt

#### Autres disciplines
- Daniel Capelletti (composition, orchestraiton)
- Bruno Castellucci (percussions jazz)
- Ernest Closson (histoire de la musique)
- Guy Danel (musique de chambre)
- Muhiddin Dürrüğlu (musique de chambre)
- Jacqueline Fontyn (composition)
- Paul Gilson (harmonie)
- Charles-Louis Hanssens (harmonie et composition)
- Steve Houben (saxophone jazz)
- Joseph Jongen (fugue)
- Charles Kleinberg (déclamation)
- Ferdinand Kufferath (harmonie et contrepoint)
- Jacques Leduc (harmonie, contrepoint et fugue)
- Éric Legnini (piano jazz)
- Michel Lysight (solfège)
- Nicolas Meeùs (histoire de la musique)
- Lucien Petipa (callisthénie)
- Adolphe Samuel et Édouard Samuel (harmonie et contrepoint)
- André Souris (harmonie et contrepoint)
- Edgar Tinel (contrepoint et fugue)
- Jeanne Tordeus (déclamation)
- Ernest Van Dyck (art lyrique).
- Wieland Kuijken (viole de gambe)
- Philippe Pierlot (viole de gambe)
- Frédéric van Rossum (analyse, contrepoint)
- Peter Van Heyghen (flûte à bec)
- André Siwy (musique de chambre)
- André Waignein (harmonie)

### Alumni
- Isaac Albéniz
- Camille Babut du Marès
- Jules Bastin
- Peter Benoit
- Pierre Brunello
- Mathieu Crickboom
- Edgard Davignon
- Lorenzo Gatto
- Arthur Grumiaux
- Vincent Hepp
- Stephany Ortega
- Julie Rens et Sasha Vovk
- Sigiswald Kuijken
- Olivier Massot
- Gui Mombaerts
- André Rieu
- Adolphe Samuel et Édouard Samuel
- Adolphe Sax
- Joseph Servais
- Shahriar Sharifpour
- Jules-Emile Strauwen sr.
- Gaëlle Swann
- Adrien Tsilogiannis
- José van Dam
- Peter Verhoyen
- Mirabelle Kajenjeri

### Prix de Rome belge (premiers prix)
- Adolphe Samuel (1845)
- François-Auguste Gevaert (1847)
- Peter Benoit (1857)
- Edgar Tinel (1877)
- Paul Gilson (1889)
- Joseph Jongen (1897)
- René Barbier (1920)
- Fernand Quinet (1921)
- Jean Absil (1922)
- Marcel Quinet (1945)
- Jacques Leduc (1961).